# Ghelmegioaia, Mehedinți
Ghelmegioaia este un sat în comuna Prunișor din județul Mehedinți, Oltenia, România.